# Стробоскоп
Стробоско́п (от греч. στρόβος — «кружение», «беспорядочное движение» и σκοπέω — «смотрю») — прибор, позволяющий быстро воспроизводить повторяющиеся яркие световые импульсы.
Стробоскопом также назывался прибор для демонстрации движущихся рисунков, изобретённый в 1832 году учёным Жозефом Плато.
Современный стробоскоп часто используется на вечеринках, дискотеках и концертах.
Музыкальный стробоскоп — один из вариантов светодинамической установки для дискотеки, использующий вспышки с разной частотой импульсной лампы.
Также стробоскоп — прибор для наблюдения быстрых периодических движений, действие которого основано на стробоскопическом эффекте.

## Устройство
Первые стробоскопы представляли собой источник света с помещённым перед ним обтюратором: двумя непрозрачными дисками — неподвижным и вращающимся — с узкими прорезями. Когда прорези совмещались, исследуемый с помощью стробоскопа объект освещался. В современных стробоскопах используются газоразрядные импульсные лампы, а также импульсные лазеры.
С появлением в последнее время ярких и сверхъярких светодиодов их также стали успешно применять в стробоскопах.

## Стробоскопический эффект
Стробоскопический эффект — зрительная иллюзия, возникающая, главным образом, в кинематографе и телевидении в случаях, когда частота киносъёмки и проекции близка к частоте отображаемого процесса. Например, при вращении колеса повозки на экране может казаться, что оно неподвижно или даже вращается в обратную сторону. Это происходит из-за того, что одинаковые спицы колеса за время съёмки одиночного кадрика проходят угол, примерно равный или незначительно меньший, чем угол между ними. Стробоскопический эффект в кинематографе считается проявлением искажений первого рода. Аналогичное явление можно наблюдать при работе стробоскопа в тёмном помещении.
На стробоскопическом эффекте основана регулировка скорости вращения диска некоторых проигрывателей грампластинок: освещение производится неоновой лампой, питаемой от сети 50 Гц, поэтому лампа мерцает с частотой 100 Гц. При точной настройке скорости вращения диска изображение штрихов на поверхности диска, освещаемой стробоскопом, кажется неподвижным. Подстройка скорости вращения диска (частоты вращения электродвигателя) производится управлением электронной схемы привода диска.
Стробоскопический эффект применяется для визуального контроля угла опережения зажигания в двигателях внутреннего сгорания: импульсная газоразрядная лампа срабатывает от высоковольтного импульса в свече зажигания, что позволяет увидеть неподвижную метку на вращающемся маховике коленчатого вала двигателя.
Стробоскопические тахометры также используют стробоскопический эффект.
Стробоскопический эффект считается искажением второго рода при записи и воспроизведении теле- и видеоизображений и имеет ту же природу, что явление муара в телевидении или цифровой фотографии. Полностью избавиться от стробоскопического эффекта в кино и телевидении практически невозможно. Можно уменьшить его интенсивность увеличением частоты киносъёмки и проекции или увеличением смаза единичного изображения (кадрика) путём увеличения выдержки, зависящей от угла раскрытия обтюратора.
Стробоскопический эффект очень опасен на производстве в условиях машиностроительных цехов: при определённом стечении обстоятельств и освещении цеха газоразрядными лампами возможна иллюзия того, что стремительно вращающиеся части станка кажутся абсолютно неподвижными. В условиях цеха, когда из-за зашумлённости определить движение предметов можно только визуально, это может стать причиной гибели или увечья людей. Для предотвращения этого освещение таких цехов газоразрядными люминесцентными лампами должно производиться с питанием разных групп осветительных ламп от разных электрических фаз осветительной сети или лампами накаливания.